# 우카이 (노)

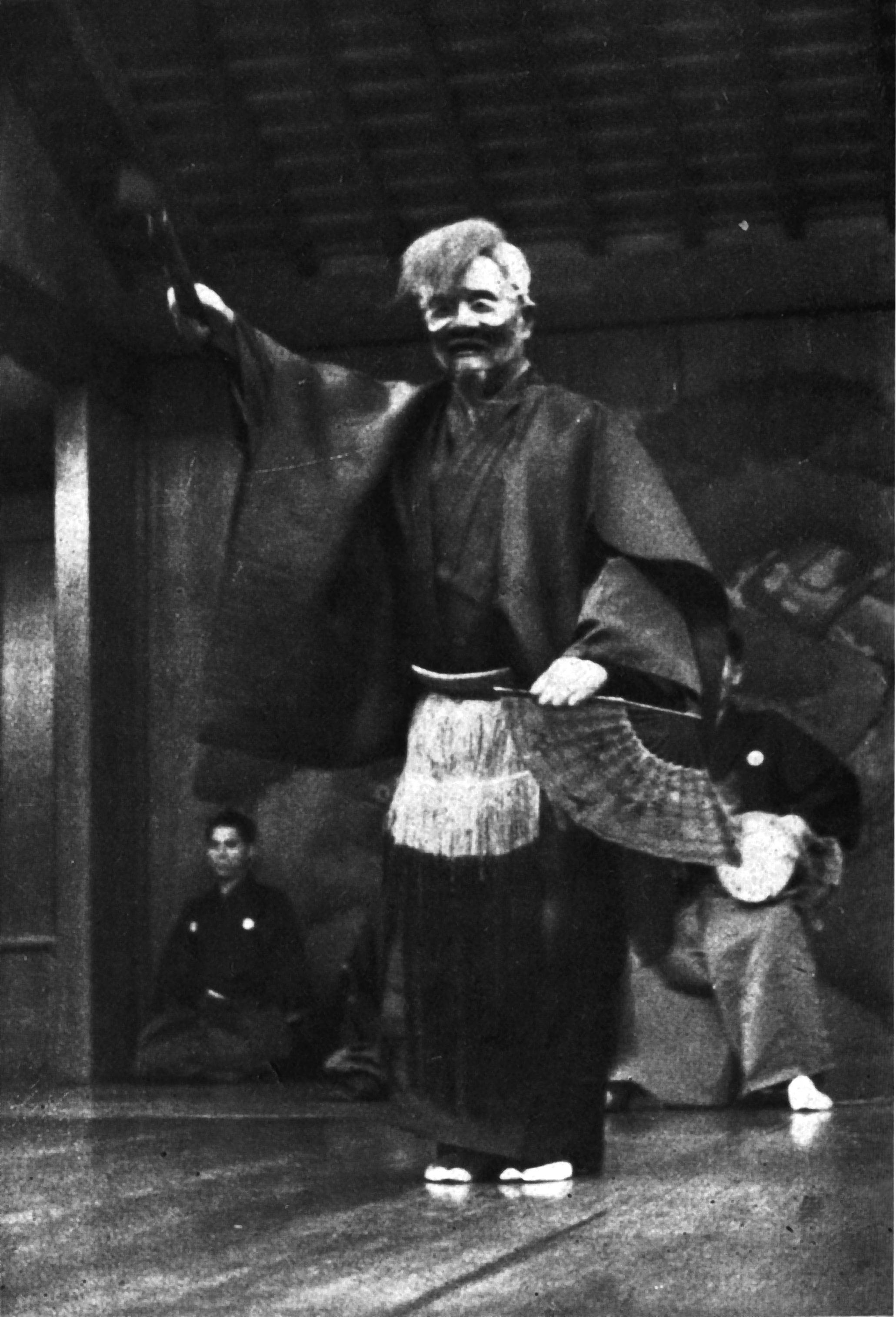
노 《우카이》 무대 사진, 노구치 겐스케

《우카이》는 노의 공연 작품 중 하나이다. 고반메모노(五番目物), 오니모노(鬼物), 다이고모노(太鼓物)로 분류된다. 금어(密漁)의 죄를 범했기 때문에 살해당한 어부의 비극과, 그 우카이 기술의 뛰어남, 그리고 《법화경》에 의한 구제를 묘사한다.
원래는 셋츠 사루가쿠의 에나미 사에몬고로의 작품이지만, 제아미에 의해 개작되었다는 것이 《사루가쿠단기》(申楽談儀, 한국 한자음: 신악담의)에 기록되어 있다.

## 줄거리
아와국 세이초 출신의 승려(와키)가 동행 승려(와키즈레)를 데리고 가이국 이사와를 방문한다. 일행은 마을 사람(아이)이 알려준 강가의 전당에서 하룻밤을 보내기로 하는데, 그날 밤 횃불을 든 우카이 노인(전지테)이 모습을 드러낸다. 이야기를 나누다가 동행 승려가 예전에 이 지역을 여행했을 때 비슷한 우카이에게 하룻밤 신세를 진 적이 있었다는 것을 떠올리자, 노인은 "그 우카이는 후에 금어 구역인 이사와강에서 가마우지를 사용해 고기잡이를 했기 때문에 동료들의 사적 제재를 당해 갈대 발에 말려 강에 빠져 죽었습니다."라고 말하며, 사실은 자신이 바로 그 죽은 우카이의 망령이라고 밝힌다. 노인은 승려의 요청에 응해 참회를 위해 옛날의 우카이 기술을 보여준다. 그 재미에 노인은 살생의 죄도 잊고 도취되지만, 이윽고 어둠 속으로 모습을 감춘다.
다시 마을 사람에게 사정을 들은 승려들은 강가의 돌에 한 글자씩 《법화경》의 경문을 기록하고, 그것을 강에 빠뜨려 우카이 노인을 공양한다. 그러자 그곳에 지옥의 귀신(후지테)이 나타나, 우카이가 무사히 성불을 이루었다는 것과, 그것을 가능하게 한 《법화경》의 공덕의 고마움을 칭송하며 춤을 춘다.

## 등장인물
- 전지테: 우카이 노인 - 기류우이 차림(허리 도롱이)
- 후지테: 지옥의 귀신 - 고손미 차림
- 와키: 여행 승려 - 기류소 차림
- 와키즈레: 동행 승려 - 기류소 차림
- 아이: 마을 사람 - 가타기누 반바카마 차림

## 작자
《사루가쿠단기》(申楽談儀, 한국 한자음: 신악담의) 16단에는 "우카이와 가시와자키 등은 에나미의 사에몬고로 작이다. 그러나 모든 나쁜 부분을 제거하고 좋은 것을 넣었기 때문에 모두 세이시의 작품이라 할 수 있다"라고 되어 있어, 셋츠 사루가쿠의 에나미좌 사에몬고로의 작품을 제아미가 개정했다는 것을 알 수 있다. 같은 책에 따르면 제아미는 전반부의 거의 전체를 간아미풍으로 작곡하여 바꾸고, 간아미 작 《도오리노 다이진노 노》(融の大臣の能)에서 후지테의 귀신을 옮겼다고 한다. 또한 같은 책은 고손미 가면을 이 곡에서 제아미가 처음 사용하기 시작했다고 기록하고 있어, 이 또한 제아미에 의한 개작의 일환이었다고 여겨진다. 그 외에 대해서는 어디까지가 제아미의 손에 의한 것인지는 알 수 없지만, 더 나아가 제아미 이후의 개작 가능성도 지적되고 있다.
에나미 사에몬고로에 대해서는 자세한 행적이 알려져 있지 않지만, 셋츠 사루가쿠 에나미좌의 대표로 여겨지며, 제아미와 동시대이거나 조금 이전에 활동한 인물인 듯하다. 에나미좌는 가마쿠라 시대에 활약한 탄바 사루가쿠 신좌의 흐름을 이어받아, 무로마치 시대에도 다이고지 기요타키궁의 악두를 맡아, 쇼렌몬인 기엔의 후원을 받는 유력한 일좌였다. 《담의》(談儀)에는 에나미좌에 대해 아버지 간아미도 참고했던 "우마노 시로"라는 귀신 연기의 명수가 있었다는 것, 제아미가 아시카가 요시미쓰 앞에서 에나미좌의 배우와 "오키나"의 다치아이노(경연 형식의 노)로 맞붙었다는 것 등이 기록되어 있다. 하지만 그 후 대표가 2대 연속으로 사망하는 등의 이유로 일좌의 세력이 후퇴하여, 후예로 보이는 하루도(하루토) 다이부가 활동을 이어갔으나, 결국 곤파루좌의 와키방으로 흡수되었다.

## 해설

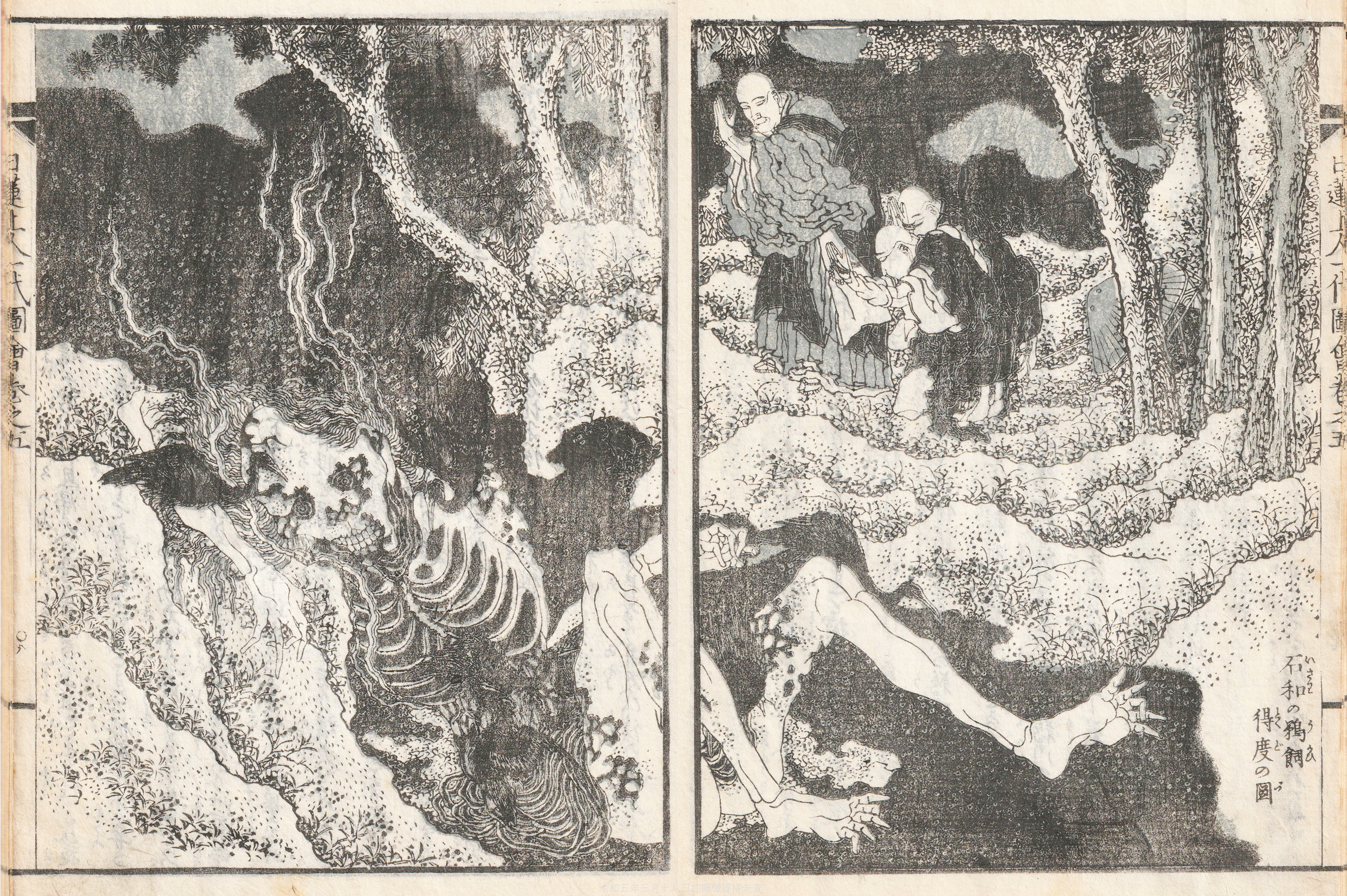
우카이 간스케의 영혼을 구제하는 니치렌. 가츠시카 이사이 그림

우카이 기술의 재미를 보여주는 것에 중점을 둔 소박하고 고풍스러운 곡이라고 평가된다. 전반부만으로도 완결된 작품이라는 점에서, 에나미 사에몬고로의 원작에서는 후반부가 존재하지 않았을 가능성도 있다. 전지테와 후지테가 다른 인격이라는 특이한 구성이며, 이전에는 전지테의 노인이 퇴장하지 않고 무대에 남아있는 상태에서, 다른 배우가 연기하는 후지테의 지옥 귀신이 등장했을 것이라는 지적도 있다(이와나미 일본고전대계 《요큐슈》 상).
와키의 승려에 대해서는, 출신이 "아와국 세이초"라는 것, 그리고 향하는 곳이 니치렌종의 본산 미노부산 구온지가 있는 가이국이라는 것 등으로 보아, 니치렌을 모델로 하고 있다고 여겨진다. 그럼에도 니치렌의 이름이 작중에 나오지 않는 것은, "고승의 공력보다는 널리 불교의 공덕을 설명하려 했기 때문"이라거나, 혹은 작자의 창작 부분이 컸기 때문에 니치렌의 이름을 내세우는 것을 꺼렸다거나, 반대로 당시 잘 알려진 이야기였기 때문에 굳이 이름을 언급할 필요가 없었기 때문이라고도 생각된다.
한편 무대가 된 이사와강은 현재는 후에후키강이라 불리며, 예전에는 우카이강이라는 이름도 있었다. 후에후키강 근처의 후에후키시 이사와초 이치부에 위치한 우카이산 엔묘지에는, 우카이 간스케라는 어부가 니치렌에게 구원받았다는 노가쿠와 같은 전승이나, 우카이 간스케를 모시는 전당이 있어, 가와세가키(川施餓鬼)의 의식이 거행되고 있다. 또한, 에도 시대 후기의 하기와라 모토카츠의 《가이메이쇼시》(甲斐名勝志)에 따르면, 이 지역에는 몰락한 다이라노 도키타다를 주인공으로 한 비슷한 설화가 있었다고 한다. 한편 현재 이 지역에서 행해지는 우카이는 "가치우"라고 불리는, 배를 사용하지 않고 우카이가 직접 강에 들어가서 하는 것이다.
어부, 사냥꾼의 살생의 업으로 인한 비극을 소재로 한 노가쿠에는 이 작품 외에도 《아코기》, 《젠치도리》가 있다. 다른 2개 작품의 어두움에 비해, 이 작품에서는 "불법의 승리"가 높이 찬양되는 점이 특징이다.

## 고가키
고가키(小書, 특수 연출)에는, 곤고류의 "하야소조쿠(무간)"(早装束(無間)), 간제류의 "신뇨노츠키"(真如之月), "소라노하타라키"(空之働), "시라바타라키"(素働) 등이 있다. 전지테와 후지테가 다른 인격이기 때문에, 그 등장에 공을 들인 특수 연출이 많다.

## 기타
1464년의 다다스가와라 간진사루가쿠와 이듬해의 아시카가 요시마사 남도 하향 때 온아미가 이 곡을 추었다. 또한 아즈치모모야마 시대에는 시모쓰마 나카타카에 의한 여러 차례의 상연 기록이 있으며, 더욱이 그 나카타카의 《노노 토메초우》(能之留帳)에 따르면 1593년에 당시 관백이었던 도요토미 히데쓰구, 그리고 같은 해 히데요시가 주최한 금중능에서 가모 우지사토가 이 곡을 연기했다고 한다.
마쓰모토 다카시는 이 작품을 바탕으로 "거친 가마우지들 준비 되었도다 자 우장이여"(荒鵜ども用意成りたりいで鵜匠)라는 구절을 남겼다.
TV 애니메이션 《만화 일본 옛이야기》에서도 "우카이 이야기"(방송회차: 0195-A 방송일: 1979년 7월 28일)에서 이 전승을 다루고 있다.

## 주해
1. ↑  현행곡 《도오루》와는 다른 곡
2. ↑  그 예술 계통은 시모가카리 호쇼류에 이어지고 있다
3. ↑  전형적인 복식 무겐노에서는 전지테로 등장하는 그 지역의 주민이 실은 후지테로 나타나는 신령의 화신이었다는 구성이 취해진다.

## 참고문헌
- 이토 마사요시(伊藤正義), 《신초 일본고전집성 요큐슈 상》(新潮日本古典集成 謡曲集 上), 신초사, 1983
- 니시노 하루오·하네다 히사시(西野春雄・羽田昶), 《노·교겐사전》(能・狂言事典), 헤이본사, 1987
- 노세 아사지(能勢朝次), 《노가쿠 겐류코》(能楽源流考), 이와나미서점, 1938
- 스기타 히로아키·미우라 다카오(杉田博明・三浦隆夫), 교토신문사 편집, 《노 백번을 걷다》(能百番を歩く), 교토신문사, 1990
- 사나리 겐타로(佐成謙太郎), 《요큐 타이칸》(謡曲大観) 제1권, 메이지서원, 1930
- 요코미치 만리오·니시노 하루오·하네다 히사시(横道萬里雄・西野春雄・羽田昶), 《이와나미 강좌 노·교겐 III 노의 작자와 작품》(岩波講座 能・狂言 III能の作者と作品), 이와나미서점, 1987
- 가토 슈이치·효쇼(加藤周一・表章), 《일본사상대계24 제아미 젠치쿠》(日本思想大系24 世阿弥 禅竹), 이와나미서점, 1974
- 마스다 쇼조(増田正造), 《노와 근대문학》(能と近代文学), 헤이본사, 1990

- 코야마 히로시(小山弘志), 《이와나미 강좌 노·교겐 VI 노 감상 안내》(岩波講座 能・狂言 VI 能鑑賞案内), 이와나미서점, 1989